# Кокичуах
Кокичуах — река в России, протекает по Веденскому району Чеченской Республики. Правая составляющая реки Элистанжи.

## География
Река Кокичуах берёт начало на склоне горы Хангалякорт. Течёт на север по горному ущелью вдали от населённых пунктов. Устье реки находится в 15 км по правому берегу реки Элистанжи. Длина реки составляет 15 км, площадь водосборного бассейна — 72,4 км².
В верхнем течении на левом берегу реки к северо-западу от горы Кашкерлам находятся развалины Париаул.

## Данные водного реестра
По данным государственного водного реестра России относится к Западно-Каспийскому бассейновому округу, водохозяйственный участок реки — Сунжа от впадения реки Аргун и до устья. Речной бассейн реки — Реки бассейна Каспийского моря междуречья Терека и Волги.
Код объекта в государственном водном реестре — 07020001312108200006388.